# Vida Ognjenović
Vida Ognjenović (ur. 14 sierpnia 1941 w Dubočke) – serbska reżyserka teatralna i dramaturg.

## Życiorys
Urodziła się na terenie obecnej Czarnogóry, ale wychowywała i kształciła w Serbii. Ukończyła szkołę podstawową we Vrbas, a potem liceum w Sremskim Karlovci. Studiowała na Wydziale Filologicznym w Belgradzie oraz reżyserię na Akademii Teatru, Filmu i Telewizji w Belgradzie. Rozpoczęła studia podyplomowe na Sorbonie w Paryżu. W 1972 roku dzięki stypendium Fundacji Fulbrighta ukończyła studia na Uniwersytecie Minnesoty w Stanach Zjednoczonych. W latach 1974–1979 pracowała na Wydziale Sztuk Dramatycznych w Belgradzie. W latach 1977–1981 pełniła funkcję dyrektora artystycznego w Teatrze Narodowym w Belgradzie, a potem reżysera. Wyreżyserowała ponad 100 sztuk teatralnych na terenie Jugosławii i za granicą. Od 2012 roku jest prezesem serbskiego oddziału Pen Clubu, w tym samym roku została wiceprzewodniczącą Pen Clubu.
W 1989 roku była jedną z założycielek pierwszej partii opozycyjnej w Serbii Partii Demokratycznej. W latach 2001–2006 była ambasadorem Serbii i Czarnogóry w Norwegii. W latach 2007–2013 była ambasadorem Serbii w Danii.

## Nagrody
- W 2012 roku otrzymała World Prize of Humanism przyznawaną od 2007 roku przez Akademię Humanistyczną w Ochrydzie[8].
- W 2019 roku na 64 Festiwalu Sterijino pozorje jej dramat Kozocid otrzymała nagrodę za najlepszą sztukę. Przedstawienie otrzymało również nagrodę publiczności[9].

## Twórczość
W 2001 roku jej opowiadanie Pojedynek w tłumaczeniu Szymona Wróblewskiego ukazało się w czasopiśmie „ProjektOR 1”. Ognjenović jest między innymi autorką dramatów: Melanholicne Drame, (1991), Kanjos Macedonovic (1993), Devojka Modre Kose (1993), Setne Komedije (1994), Mileva Ajnštajn (1998), Don Krsto (2007), Kozocid (2019) opowiadań: Otrovno Mleko Maslacka (199), Stari Sat (1996), Najlepše pripovetke (2001). W 2011 roku napisała libretto Mileva.